# Candle Cove
Candle Cove är en creepypasta som skapades av författaren och serieskaparen Kris Straub och som laddades upp på internet 2009. Historien handlar om en diskussion mellan individer i ett nätforum som sägs ha sett ett barnprogram i början på 1970-talet vid namn Candle Cove. Där delar det med sig av minnen från programmet som inkluderar groteska och obehagliga detaljer som skrämde många barn som såg det. Det visar sig att Candle Cove inte existerade, eftersom när programmet skulle börja såg barnens föräldrar att det bara var myrornas krig som visades på TV-skärmen. Kris Straub inkluderade Candle Cove i en samling av berättelser som han skrev vid namn Candle Cove and Other Stories som gavs ut 2015.